# Foradex
Foradex București este o companie din România care activează în diverse domenii, precum servicii de foraj sonde pentru petrol și gaze, foraj pentru ape geotermale, potabile și industriale, producția de materiale de contrucții.
Foradex deține și licența de exploatare a izvoarelor termale din nordul Bucureștiului.
Consorțiul format din firmele Amteck Investiții, Cuprom și Ipronef a achiziționat, în 2007, de la Autoritatea pentru Valorificarea Activelor Statului, 84,34% din acțiunile Foradex, pentru aproape 60 de milioane de euro.
Ulterior, Amteck Investiții a suplimentat capitalul Foradex cu 2,81 milioane de lei, de la 11,19 milioane de lei la 14 milioane de lei, majorându-și participația la 99,71%.
Omul de afaceri Horia Simu controlează 99,71% din Foradex, prin intermediul Amteck Investiții SRL.
Acțiunile Foradex sunt listate la categoria de bază a pieței Rasdaq, secțiunea XMBS, sub simbolul FORD.
În august 2008, a preluat compania Foraj Sonde, care își desfășoară activitatea în sectorul serviciilor de foraj sonde pentru petrol și gaze naturale, și care este prezentă atât în România, cât și pe plan internațional.